# Lampona cylindrata
Lampona cylindrata là một loài nhện trong họ Lamponidae. Loài này được phát hiện ở Úc, Tasmanië và Nieuw-Zeeland.

## Hình ảnh

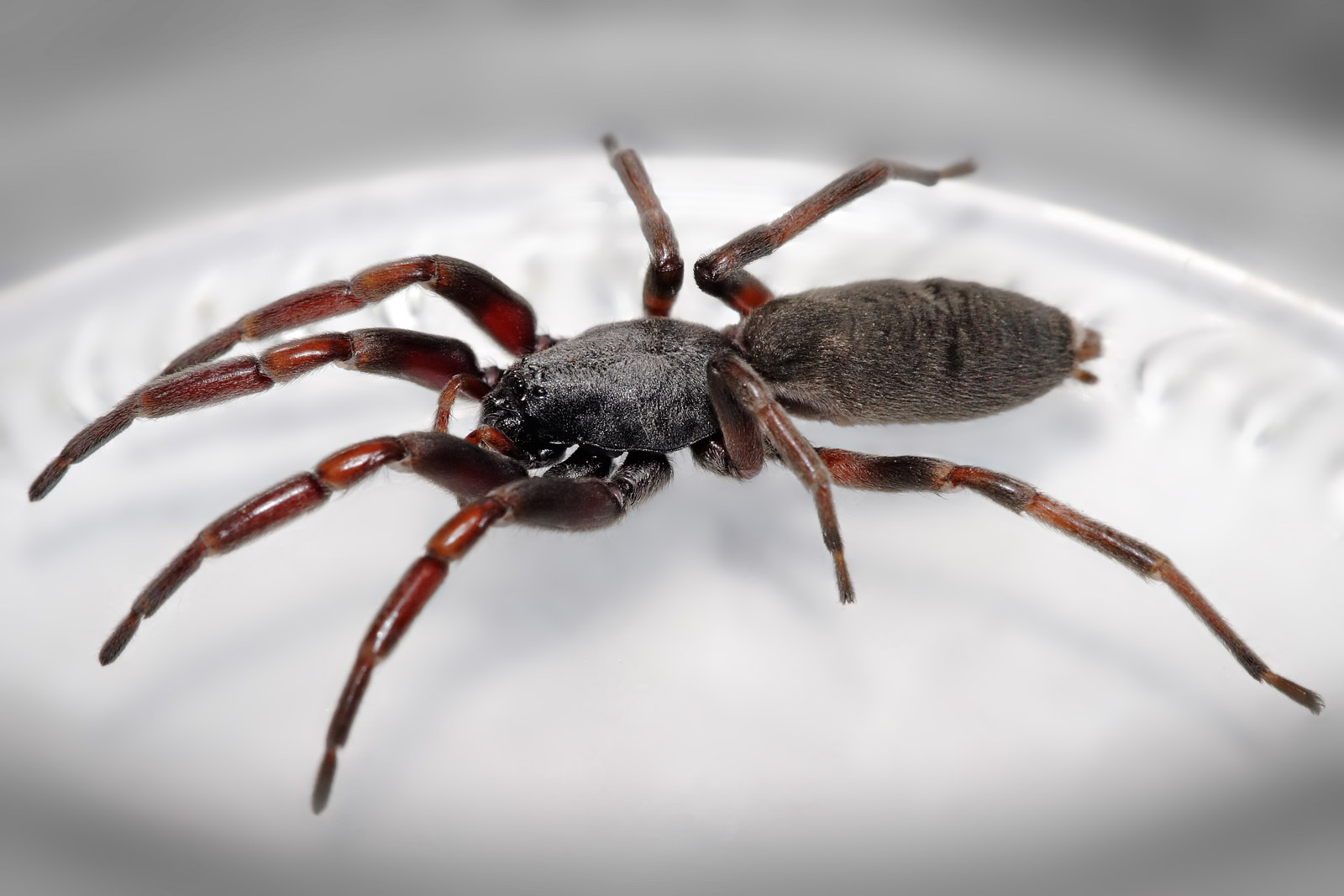
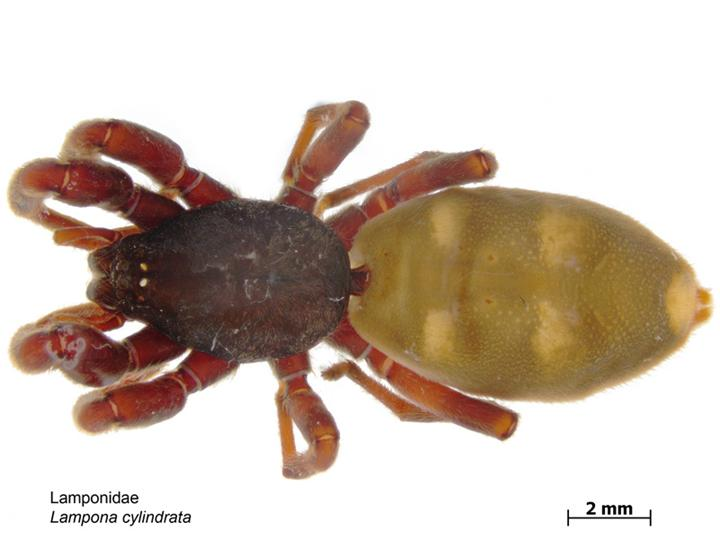
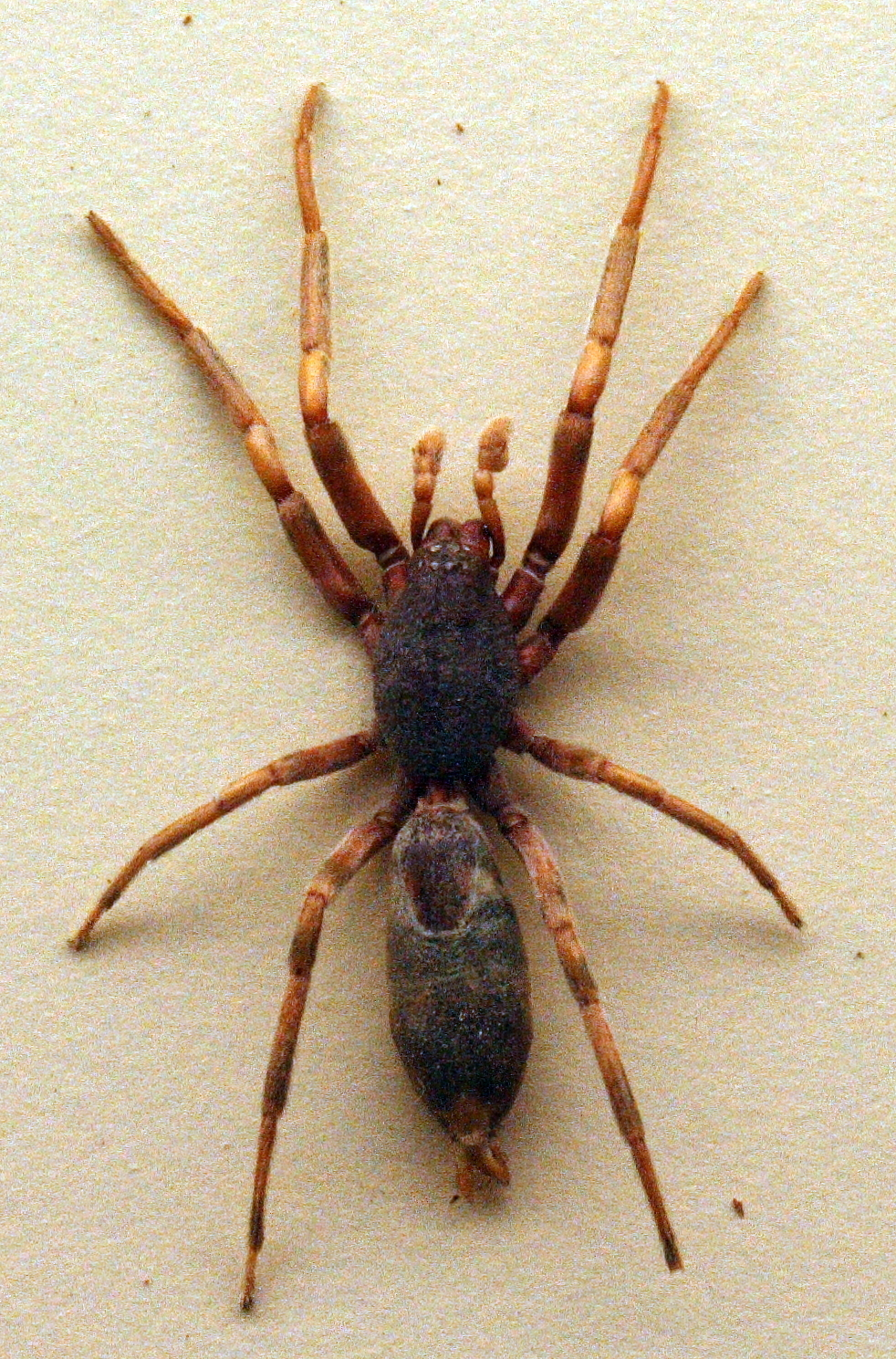
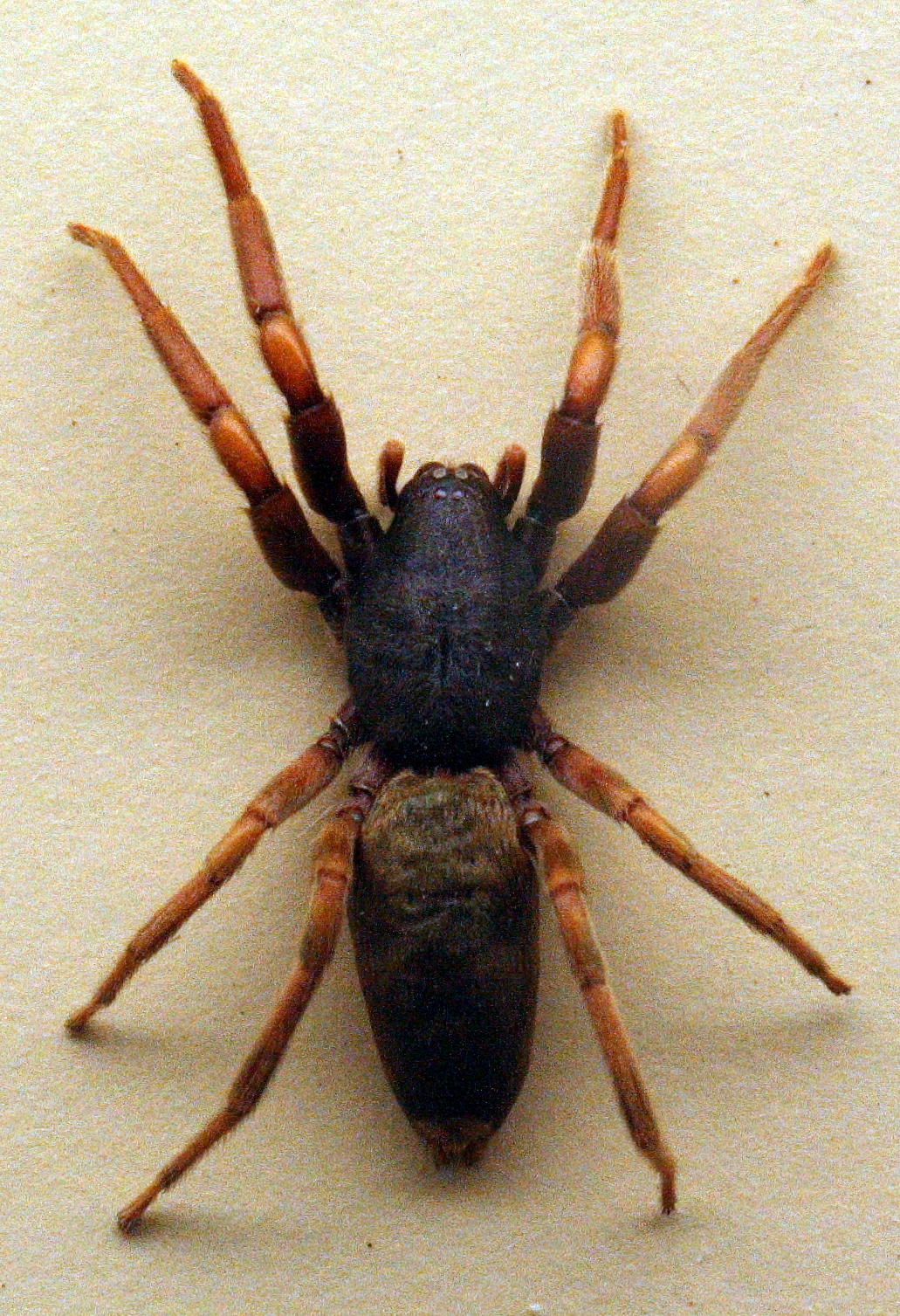